# ゴトゥール・ブリッジ
ゴトゥール・ブリッジ（ペルシア語: پل قطور、英: Ghotour Bridge）は、イラン・イスラム共和国西アーザルバーイジャーン州ホイー郡ホイー市にあるゴトゥール・バレーに架かるヴァン-タブリーズ鉄道の単線鉄道橋である。

## 重要性
ヴァン-タブリーズ鉄道はトルコ - イラン間の唯一の鉄道連絡線である。
アメリカ合衆国の元同盟国である2ヵ国をより密接に結びつけるために、当鉄道の建設がCENTOによって始まった。

## 建設
当橋梁はアメリカン・ブリッジ社のスヴェルドラップ・アンド・パーセルによって設計され、1969年4月から1970年3月までの期間で建設された。
橋梁の個々の部分はアメリカ合衆国で製造され、船と列車を利用して建設現場へ運び込まれた。
谷を跨ぐ660メートルの橋梁のアーチ部分は、30トンの荷重に耐えられるケーブルクレーンを使用して片持ち手法で組み立てられた。
アーチの両側は直径59ミリメートルの強固なロープを使用して谷の斜面に固定されていた。

## 技術的諸元
当橋梁はホイー市の南西約20キロメートルに位置している。
当橋梁は延長442.9メートルあり、谷の底から高さ119メートルのところで川を横断している。
その主な開口部は223.1メートルのスパンを有する2つのヒンジ付き鋼製トラスアーチで構成されている。
それは台形の断面となっており、最大幅が13.19メートルである。
2つの上弦と下弦は、最大間隔が8.59メートルである。
トラスアーチには溶接されたボックスガーダーで作製されたトラックキャリアを支える最大37メートルのスチールトラスポストが8つある。
2本のリベット留めされたプレートガーダーのアプローチ橋は、コンクリート柱の上に建てられている。
建設に使用された鋼鉄の重量は3,315トンである。